# Rudolf Bayr
Rudolf Bayr (* 22. Mai 1919 in Linz, Oberösterreich; † 17. Oktober 1990 in Salzburg) war ein österreichischer Dramatiker, Schriftsteller, Lyriker, Essayist, Kritiker und Übersetzer.

## Leben
Rudolf Bayr, geboren in Linz an der Donau als Sohn von Emilie Bayr und des Oberrechnungsrates Rudolf Bayer, studierte nach dem Besuch des Gymnasiums Philosophie, Psychologie und Neuere Germanistik. Am 12. Juni 1938 beantragte er die Aufnahme in die NSDAP und wurde rückwirkend zum 1. Mai desselben Jahres aufgenommen (Mitgliedsnummer 6.264.532). Im Jahr 1943 wurde er mit einer Arbeit „Über die Problematik künstlerischen Übersetzens“ aus dem Altgriechischen in Wien zum Dr. phil. promoviert. Er war von 1941 bis 1944 Kulturredakteur beim Völkischen Beobachter, machte aber ungeachtet dieser nach 1945 belastenden Vergangenheit eine beachtliche Karriere in den Medien der Zweiten Republik. Bayr war von 1948 bis 1951 Herausgeber des Wiener literarischen Echos. Ab 1955 leitete er die Literatur-Abteilung von Radio Salzburg und die Hauptabteilung Kultur beim ORF. Er schrieb unter anderem für die Salzburger Nachrichten, war als Lektor und Autor im Residenz Verlag tätig, und wirkte von 1975 bis 1984 als Intendant des ORF-Landesstudios Salzburg. Er war mit Karl Heinrich Waggerl befreundet und unterstützte tatkräftig den Initiator der 1970 gegründeten Rauriser Literaturtage, Erwin Gimmelsberger. Viele von Bayrs Werke befassen sich mit der Darstellung antiker Themen; er übersetzte altgriechische Lyrik sowie Dramen von Sophokles für Burgtheater-Inszenierungen.
Im Jahr 1952 erhielt er den Förderpreis der Stadt Wien, 1953 den Grillparzer-Preis der Österreichischen Akademie der Wissenschaften und 1962 den Hörspiel-Staatspreis und Preis der Stadt Linz.
Bayr war katholisch und ist auch als Koch und Restauranttester hervorgetreten. Von 1970 bis zu seinem Ausscheiden 1985 war er Mitglied der Loge Tamino.
Er war in erster Ehe mit der Psychologie-Professorin Sylvia Bayr, geborene Klimpfinger, verheiratet, in zweiter mit der promovierten Inge Bayr, geborene Baudisch.

## Werke (Auswahl)
- Zur Psychologie des dichterischen Schaffens. 1945.
- Das ungewisse Haus. Erzählungen. 1947.
- Essays über Dichtung. 1947.
- Der Dekalog. 10 Oden. 1951.
- Kalendarium. Gedichte. 1952.
- Sappho und Alkaios. Schauspiel. 1952.
- Der Zehrpfennig. Erzählung. 1961.
- Teestunde. Schauspiel. 1963.
- Stille Nacht, heilige Nacht. Das Buch vom Weihnachtslied. 1963.
- Der Wolkenfisch. Gedichte. 1964.
- Menschenliebe. 4 Einakter. 1969.
- Momente und Reflexe – Aufzeichnungen. 1971.
- Anfangsschwierigkeiten einer Kur. Erzählung. 1973.
- Die Schattenuhr. Erzählung. 1973.
- Der Betrachter. Roman. 1978.
- Ein Loch im Lehm. Erzählung. 1981.
- Die Eiben von Semmezzano. Essay. 1984.
- Flugsand und Schlaf. Gedichte. 1988.

## Hörspiele
- 1955: Agamemnon muß sterben – Regie: Hans Conrad Fischer (Hörspiel – SFB)
- 1957: Laß wehen die Zeit
- 1959: Die Stimme die dich stellt
- 1960: König Ödipus
- 1961: Antigone
- 1963: Elektra
- 1965: Orangenblüten – Regie: Gert Westphal (Hörspiel – NDR)
- 1965: Ödipus auf Kolonos
- 1967: Hochzeitstag